# Kalle Anka som luftakrobat
Kalle Anka som luftakrobat (även Kalle Anka som testpilot) (engelska: Test Pilot Donald) är en amerikansk animerad kortfilm med Kalle Anka från 1951.

## Handling
Kalle Anka har ett modellflygplan som råkar flyga in i Piff och Puffs träd. Puff blir nyfiken på planet och bestämmer sig för att klättra in i det, något som orsakar oönskade konsekvenser för Kalle.

## Om filmen
Filmen hade svensk premiär den 1 december 1952 på biografen Spegeln i Stockholm och ingick i kortfilmsprogrammet Kalle Anka i toppform tillsammans med kortfilmerna Kalle Ankas lyckonummer, Två korrar och en miss, Jan Långben i katedern, Bara en utsliten bil, Kalle Ankas kompanjoner och Plutos julgran.
Filmen har givits ut på DVD och finns dubbad till svenska.

## Rollista
- Clarence Nash – Kalle Anka
- James MacDonald – Piff
- Dessie Flynn – Puff[7]